# Kilogram

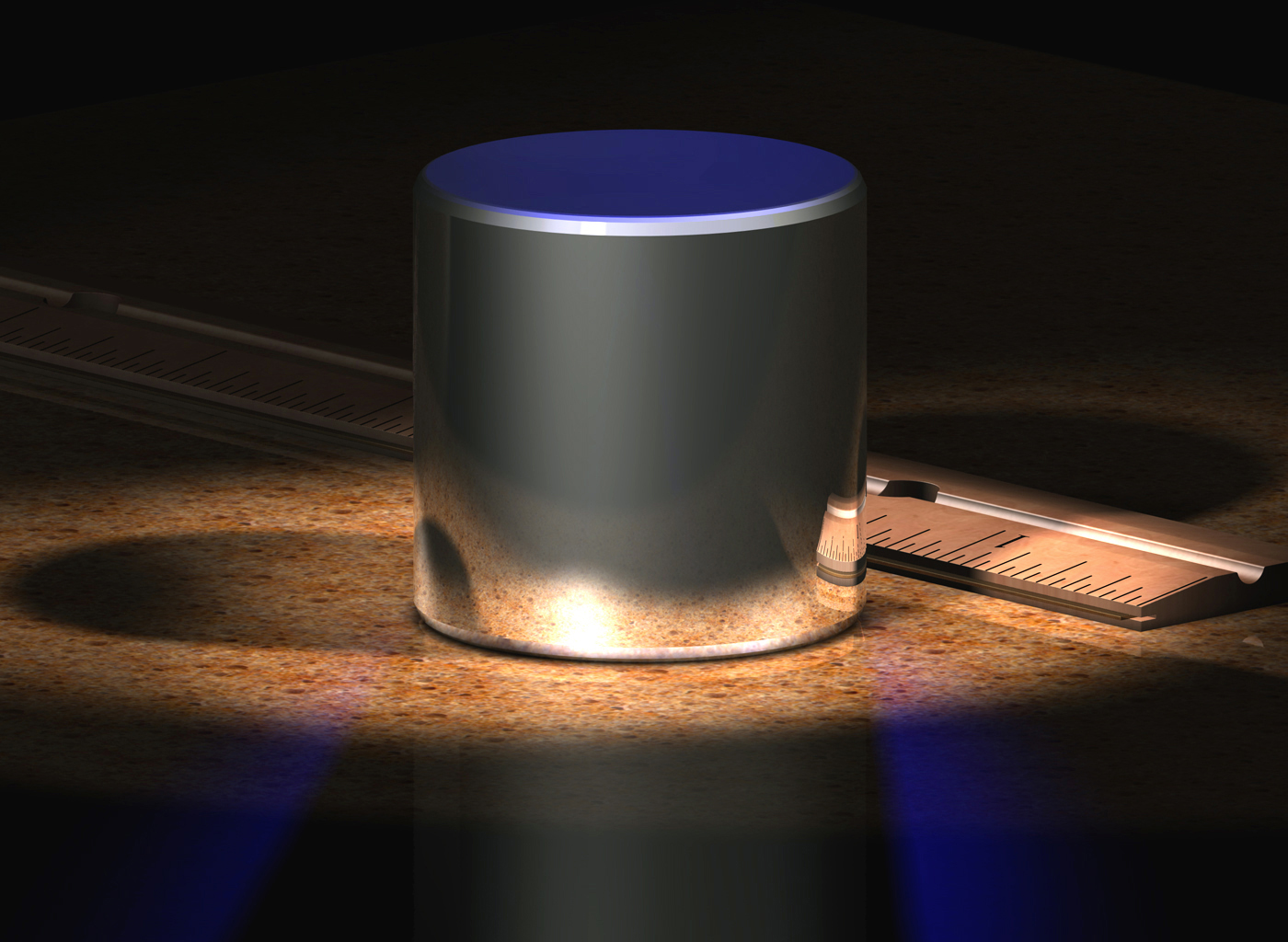
Prototipul Internațional Kilogram (PIK) este un etalon de artefact sau prototip, care este definit a fi exact o masă de 1 kilogram

Kilogram (prescurtat kg) este unitatea de măsură pentru masă, în Sistemul Internațional de Unități de Măsură (SI). A nu se confunda cu kilogramul-forță din sistemul MKfS.
Kilogramul este singura unitate fundamentală formată cu ajutorul unui prefix. Astfel, deși conform prefixului kilo un kilogram este 1.000 grame, nu gramul este considerat unitatea fundamentală, ci kilogramul.
Inițial kilogramul a fost definit ca fiind masa unui decimetru cub (1 dm³) de apă distilată la temperatura de 4 °C și presiune atmosferică normală. Dar deoarece definiția presiunii face apel la unitatea de măsură pentru masă („cerc vicios”), din punct de vedere formal aceasta nu e o definiție corectă. Definiția corectă pentru kilogram este masa etalonului păstrat la Biroul de Măsuri și Unități din Sèvres.
Utilizarea kilogramului ca unitate de măsură pentru greutate sau pentru forțe în general este frecvent întâlnită în limbajul cotidian și se bazează pe confuzia între mărimile masă și greutate. Greutățile și, în general, forțele se măsoară în newton (N). Pentru măsurarea forțelor se folosește uneori o unitate numită kilogram-forță, notată „kgf”, egală cu greutatea unui corp cu masa de 1 kg la suprafața Pământului. 1 kgf ≈ 9,8 N.
1 kg este echivalent cu:
- - 10 hectograme (hg)
  - 100 decagrame (dag)
  - 1.000 grame (g)
  - 10.000 decigrame (dg)
  - 100.000 centigrame (cg)
  - 1.000.000 miligrame (mg)
- Multiplii kilogramului sunt:
  - 1 kg = 0,01q (chintal)
  - 1 kg = 0,001 t (tonă)
  - 1 kg = 0,0001 v (vagon)

| Nume   | quetta | ronna | yotta | zetta | exa  | peta  | tera  | giga  | mega  | kilo  | hecto | deca   |
| Simbol | Q      | R     | Y     | Z     | E    | P     | T     | G     | M     | k     | h     | da     |
| Factor | 1030   | 1027  | 1024  | 1021  | 1018 | 1015  | 1012  | 109   | 106   | 103   | 102   | 101    |
| Nume   | deci   | centi | mili  | micro | nano | pico  | femto | atto  | zepto | yokto | ronto | quekto |
| Simbol | d      | c     | m     | µ     | n    | p     | f     | a     | z     | y     | r     | q      |
| Factor | 10−1   | 10−2  | 10−3  | 10−6  | 10−9 | 10−12 | 10−15 | 10−18 | 10−21 | 10−24 | 10−27 | 10−30  |